# Beaumont Jarrett
Beaumont Griffith Jarrett (18 tháng 7 năm 1855 - 11 tháng 4 năm 1905) là một cầu thủ bóng đá người Anh thi đấu 3 trận cho đội tuyển quốc gia từ năm 1876 đến năm 1878. Jarrett chơi bóng cho Cambridge University.
Sinh ra ở Cheapside, Luân Đôn, Jarrett học tại Trường Harrow và sau đó học tại Cambridge. Ông chơi bóng cho trường từ năm 1876 đến năm 1878, trở thành đội trưởng năm 1877. Ông cũng từng thi đấu cho Old Harrovians và Grantham Town F.C.
Jarret được phong chức năm 1878 và tiếp tục sự nghiệp với nhà thờ.